# Clonostachys impariphialis
Clonostachys impariphialis är en svampart som först beskrevs av Samuels, och fick sitt nu gällande namn av Schroers 2001. Clonostachys impariphialis ingår i släktet Clonostachys och familjen Bionectriaceae.   Inga underarter finns listade i Catalogue of Life.